# 开封文化艺术职业学院
开封文化艺术职业学院是位于河南省开封市龙亭区内的一所大专院校，成立于2010年。学校规划面积550亩，其中建筑面积为21万平方米。

## 现任领导
- 党委书记:任洪河
- 院长（校长）:沈洁霞
- 党委副书记:王凯
- 副院长:张西安
- 副院长:乔木
- 纪委书记:卢长森
- 工会主席：王森[2]

## 前身
学院前身为1908年创办的中州女子学堂。